# Maria Rosaria Omaggio
Maria Rosaria Omaggio (Roma, 11 de enero de 1954 - Roma, 30 de junio de 2024) fue una actriz y escritora italiana.

## Biografía
Maria Rosaria Omaggio debutó en 1973 en el programa televisivo Canzonissima. En 1976 hizo su debut en el cine con dos películas de crimen, Brigada todo terreno y Roma a mano armada, y luego varias de época, La lozana andaluza (ambientada en el siglo XVI) o el díptico valenciano El virgo de Visanteta y Visanteta, estate quieta. A partir de ahí, protagonizó numerosas películas y series de televisión. También permaneció activa en los escenarios, y en 2011 celebró su 25 aniversario en el teatro con el monólogo teatral Omaggio a me stessa.
Maria Rosaria Omaggio fue Embajadora de buena voluntad de UNICEF.

## Premios y referencias
Festival Internacional de Cine de Venecia
| Año  | Categoría                                     | Película            | Resultado |
| ---- | --------------------------------------------- | ------------------- | --------- |
| 2013 | Premio Francesco Pasinetti - Mención especial | Walesa. Man of Hope | Ganador   |